# Amadeus I av Savojen
Amadeus I av Savojen, född 1016, död omkring 1060, var regerande greve av Savojen från 1030 till 1050.